# Ministri dell'interno della Danimarca
I ministri dell'interno della Danimarca si sono avvicendati dal 1848 al 2001, quando il dicastero fu unito al Ministero della salute per creare il Ministero dell'interno e della salute.

## Lista
| Ministro | Ministro          | Ministro                                   | Partito                                                      | Governo                       | Mandato           | Mandato           |
| Ministro | Ministro          | Ministro                                   | Partito                                                      | Governo                       | Inizio            | Fine              |
| --- | ----------------- | ------------------------------------------ | ------------------------------------------------------------ | ----------------------------- | ----------------- | ----------------- |
| Interno |                   |                                            |                                                              |                               |                   |                   |
| |                   | Peter Georg Bang (1797-1861)               | Indipendente                                                 | Moltke I                      | 22 marzo 1848     | 16 novembre 1848  |
| Moltke II | 16 novembre 1848  | Peter Georg Bang (1797-1861)               | Indipendente                                                 | 21 settembre 1849             |                   |                   |
| Moltke II |                   |                                            | Mathias Hans Rosenørn (1814-1902)                            | Indipendente                  | 21 settembre 1849 | 13 luglio 1851    |
| |                   | Frederik Ferdinand Tillisch (1801-1889)    | Partito Liberale Nazionale                                   | Moltke III                    | 13 luglio 1851    | 18 ottobre 1851   |
| Moltke IV | 18 ottobre 1851   | Frederik Ferdinand Tillisch (1801-1889)    | Partito Liberale Nazionale                                   | 27 gennaio 1852               |                   |                   |
| |                   | Peter Georg Bang (1797-1861)               | Indipendente                                                 | Bluhme I                      | 27 gennaio 1852   | 21 aprile 1853    |
| |                   | Anders Sandøe Ørsted (1778-1860)           | Højre                                                        | Ørsted                        | 21 aprile 1853    | 29 aprile 1854    |
| |                   | Frederik Ferdinand Tillisch (1801-1889)    | Partito Liberale Nazionale                                   | Ørsted                        | 29 aprile 1854    | 12 dicembre 1854  |
| |                   | Peter Georg Bang (1797-1861)               | Indipendente                                                 | Bang                          | 12 dicembre 1854  | 13 febbraio 1856  |
| |                   | Carl Simony (1806-1872)                    | Partito Liberale Nazionale                                   | Bang                          | 13 febbraio 1856  | 4 giugno 1856     |
| |                   | Iver Johan Unsgaard (1798-1872)            | Indipendente                                                 | Bang                          | 4 giugno 1856     | 18 ottobre 1856   |
| |                   | Andreas Frederik Krieger (1817-1893)       | Partito Liberale Nazionale                                   | Andræ                         | 18 ottobre 1856   | 13 maggio 1857    |
| Hall I | 13 maggio 1857    | Andreas Frederik Krieger (1817-1893)       | Partito Liberale Nazionale                                   | 26 luglio 1858                |                   |                   |
| Hall I |                   |                                            | Iver Johan Unsgaard (1798-1872)                              | Indipendente                  | 26 luglio 1858    | 6 maggio 1859     |
| Hall I |                   |                                            | Andreas Frederik Krieger (1817-1893)                         | Partito Liberale Nazionale    | 6 maggio 1859     | 2 dicembre 1859   |
| |                   | Christian von Jessen (1817-1884)           | Indipendente                                                 | Rotwitt                       | 2 dicembre 1859   | 24 febbraio 1860  |
| |                   | Ditlev Gothard Monrad (1811-1887)          | Partito Liberale Nazionale                                   | Hall II                       | 24 febbraio 1860  | 15 settembre 1861 |
| |                   | Orla Lehmann (1810-1870)                   | Partito Liberale Nazionale                                   | Hall II                       | 15 settembre 1861 | 31 dicembre 1863  |
| |                   | Carl von Nutzhorn (1828-1899)              | Indipendente                                                 | Monrad                        | 31 dicembre 1863  | 10 maggio 1864    |
| |                   | Hans Rasmussen Carlsen (1810-1887)         | Indipendente                                                 | Monrad                        | 10 maggio 1864    | 11 luglio 1864    |
| |                   | Frederik Ferdinand Tillisch (1801-1889)    | Partito Liberale Nazionale                                   | Bluhme II                     | 11 luglio 1864    | 6 novembre 1865   |
| |                   | Jacob Brønnum Scavenius Estrup (1825-1913) | Proprietari terrieri nazionali                               | Frijs                         | 6 novembre 1865   | 22 settembre 1869 |
| |                   | Wolfgang Haffner (1810-1887)               | Indipendente                                                 | Frijs                         | 22 settembre 1869 | 28 maggio 1870    |
| |                   | Christen Andreas Fonnesbech (1817-1880)    | Proprietari terrieri nazionali                               | Holstein-Holsteinborg         | 28 maggio 1870    | 14 luglio 1874    |
| |                   | Fritz Tobiesen (1829-1908)                 | Indipendente                                                 | Fonnesbech                    | 14 luglio 1874    | 11 giugno 1875    |
| |                   | Erik Skeel (1818-1884)                     | Proprietari terrieri nazionali (1875-1880) Højre (1880-1884) | Estrup                        | 11 giugno 1875    | 29 agosto 1884    |
| |                   | Hilmar Finsen (1824-1886)                  | Højre                                                        | Estrup                        | 29 agosto 1884    | 7 agosto 1885     |
| |                   | Hans Peter Ingerslev (1831-1896)           | Højre                                                        | Estrup                        | 7 agosto 1885     | 15 gennaio 1894   |
| |                   | Hugo Egmont Hørring (1842-1909)            | Højre                                                        | Estrup                        | 15 gennaio 1894   | 7 agosto 1894     |
| Reedtz-Thott | 7 agosto 1894     | Hugo Egmont Hørring (1842-1909)            | Højre                                                        | 23 maggio 1897                |                   |                   |
| |                   | Vilhelm Bardenfleth (1850-1933)            | Højre                                                        | Hørring                       | 23 maggio 1897    | 28 agosto 1899    |
| |                   | Ludvig Bramsen (1847-1914)                 | Højre                                                        | Hørring                       | 28 agosto 1899    | 27 aprile 1900    |
| Sehested | 27 aprile 1900    | Ludvig Bramsen (1847-1914)                 | Højre                                                        | 24 luglio 1901                |                   |                   |
| |                   | Enevold Sørensen (1850-1920)               | Partito della Sinistra Riformista                            | Deuntzer                      | 24 luglio 1901    | 14 gennaio 1905   |
| |                   | Sigurd Berg (1868-1921)                    | Partito della Sinistra Riformista                            | Christensen I                 | 14 gennaio 1905   | 24 luglio 1908    |
| Christensen II | 24 luglio 1908    | Sigurd Berg (1868-1921)                    | Partito della Sinistra Riformista                            | 12 ottobre 1908               |                   |                   |
| |                   | Klaus Berntsen (1844-1927)                 | Partito della Sinistra Riformista                            | Neergaard I                   | 12 ottobre 1908   | 16 agosto 1909    |
| Holstein-Ledreborg | 16 agosto 1909    | Klaus Berntsen (1844-1927)                 | Partito della Sinistra Riformista                            | 28 ottobre 1909               |                   |                   |
| |                   | Peter Rochegune Munch (1870-1948)          | Partito Social-Liberale Danese                               | Zahle I                       | 28 ottobre 1909   | 5 luglio 1910     |
| |                   | Jens Jensen-Sønderup (1862-1949)           | Partito della Sinistra Riformista                            | Berntsen                      | 5 luglio 1910     | 21 giugno 1913    |
| |                   | Ove Rode (1867-1933)                       | Sinistra Radicale                                            | Zahle II                      | 21 giugno 1913    | 30 marzo 1920     |
| |                   | Waldemar Oxholm (1868-1945)                | Indipendente                                                 | Liebe                         | 30 marzo 1920     | 5 aprile 1920     |
| |                   | Henrik Vedel (1867-1932)                   | Indipendente                                                 | Friis                         | 5 aprile 1920     | 5 maggio 1920     |
| |                   | Sigurd Berg (1868-1921)                    | Venstre                                                      | Neergaard II                  | 5 maggio 1920     | 11 luglio 1921†   |
| vacante | vacante           | vacante                                    | vacante                                                      | Neergaard II                  | 11 luglio 1921    | 18 luglio 1921    |
| |                   | Oluf Krag (1870-1942)                      | Venstre                                                      | Neergaard II                  | 18 luglio 1921    | 9 ottobre 1922    |
| Neergaard III | 9 ottobre 1922    | Oluf Krag (1870-1942)                      | Venstre                                                      | 23 aprile 1924                |                   |                   |
| |                   | Christen Nielsen Hauge (1870-1940)         | Federazione Socialdemocratica                                | Stauning I                    | 23 aprile 1924    | 14 dicembre 1926  |
| |                   | Oluf Krag (1870-1942)                      | Venstre                                                      | Madsen-Mygdal                 | 14 dicembre 1926  | 30 aprile 1929    |
| |                   | Bertel Dahlgaard (1887-1972)               | Sinistra Radicale                                            | Stauning II                   | 30 aprile 1929    | 4 novembre 1935   |
| Stauning III | 4 novembre 1935   | Bertel Dahlgaard (1887-1972)               | Sinistra Radicale                                            | 15 settembre 1939             |                   |                   |
| Stauning IV | 15 settembre 1939 | Bertel Dahlgaard (1887-1972)               | Sinistra Radicale                                            | 10 aprile 1940                |                   |                   |
| Stauning V | 10 aprile 1940    | Bertel Dahlgaard (1887-1972)               | Sinistra Radicale                                            | 8 luglio 1940                 |                   |                   |
| |                   | Knud Kristensen (1880-1962)                | Venstre                                                      | Stauning VI                   | 8 luglio 1940     | 4 maggio 1942     |
| Buhl I | 4 maggio 1942     | Knud Kristensen (1880-1962)                | Venstre                                                      | 9 novembre 1942               |                   |                   |
| |                   | Jørgen Jørgensen (1888-1974)               | Sinistra Radicale                                            | Scavenius                     | 9 novembre 1942   | 29 agosto 1943    |
| |                   | Knud Kristensen (1880-1962)                | Venstre                                                      | Buhl II                       | 5 maggio 1945     | 7 novembre 1945   |
| |                   | Ejnar Kjær (1893-1947)                     | Venstre                                                      | Kristensen                    | 7 novembre 1945   | 18 giugno 1947†   |
| vacante | vacante           | vacante                                    | vacante                                                      | Kristensen                    | 18 giugno 1947    | 30 giugno 1947    |
| |                   | Niels Arnth-Jensen (1883-1966)             | Venstre                                                      | Kristensen                    | 30 giugno 1947    | 13 novembre 1947  |
| |                   | Alsing Andersen (1893-1962)                | Federazione Socialdemocratica                                | Hedtoft I                     | 13 novembre 1947  | 23 novembre 1947  |
| |                   | Jens Smørum (1891-1976)                    | Federazione Socialdemocratica                                | Hedtoft I                     | 23 novembre 1947  | 16 settembre 1950 |
| Hedtoft II | 16 settembre 1950 | Jens Smørum (1891-1976)                    | Federazione Socialdemocratica                                | 30 ottobre 1950               |                   |                   |
| |                   | Aksel Møller (1906-1958)                   | Partito Popolare Conservatore                                | Eriksen                       | 30 ottobre 1950   | 30 settembre 1953 |
| |                   | Johannes Kjærbøl (1885-1973)               | Federazione Socialdemocratica                                | Hedtoft III                   | 30 settembre 1953 | 1º febbraio 1955  |
| Hansen I | 1º febbraio 1955  | Johannes Kjærbøl (1885-1973)               | Federazione Socialdemocratica                                | 30 agosto 1955                |                   |                   |
| Hansen I |                   |                                            | Carl Petersen (1894-1984)                                    | Federazione Socialdemocratica | 30 agosto 1955    | 28 maggio 1957    |
| |                   | Søren Olesen (1891-1973)                   | Partito della Giustizia                                      | Hansen II                     | 28 maggio 1957    | 21 febbraio 1960  |
| Kampmann I | 21 febbraio 1960  | Søren Olesen (1891-1973)                   | Partito della Giustizia                                      | 18 novembre 1960              |                   |                   |
| |                   | Hans R. Knudsen (1903-1962)                | Federazione Socialdemocratica                                | Kampmann II                   | 18 novembre 1960  | 7 settembre 1961  |
| |                   | Lars P. Jensen (1909-1986)                 | Federazione Socialdemocratica                                | Kampmann II                   | 7 settembre 1961  | 3 settembre 1962  |
| Krag I | 3 settembre 1962  | Lars P. Jensen (1909-1986)                 | Federazione Socialdemocratica                                | 26 settembre 1964             |                   |                   |
| |                   | Hans Erling Hækkerup (1907-1974)           | Socialdemocrazia                                             | Krag II                       | 26 settembre 1964 | 2 febbraio 1968   |
| |                   | Poul Sørensen (1904-1969)                  | Partito Popolare Conservatore                                | Baunsgaard                    | 2 febbraio 1968   | 29 giugno 1969†   |
| vacante | vacante           | vacante                                    | vacante                                                      | Baunsgaard                    | 29 giugno 1969    | 11 luglio 1969    |
| |                   | Hans Carl Toft (1914-2001)                 | Partito Popolare Conservatore                                | Baunsgaard                    | 11 luglio 1969    | 11 ottobre 1971   |
| |                   | Egon Jensen (1922-1985)                    | Socialdemocrazia                                             | Krag III                      | 11 ottobre 1971   | 5 ottobre 1972    |
| Jørgensen I | 5 ottobre 1972    | Egon Jensen (1922-1985)                    | Socialdemocrazia                                             | 19 dicembre 1973              |                   |                   |
| |                   | Jacob Sørensen (1915-1990)                 | Venstre                                                      | Hartling                      | 19 dicembre 1973  | 13 febbraio 1975  |
| |                   | Egon Jensen (1922-1985)                    | Socialdemocrazia                                             | Jørgensen II                  | 13 febbraio 1975  | 30 agosto 1978    |
| |                   | Knud Enggaard (1929-2024)                  | Venstre                                                      | Jørgensen III                 | 30 agosto 1978    | 26 ottobre 1979   |
| |                   | Henning Rasmussen (1926-1997)              | Socialdemocrazia                                             | Jørgensen IV                  | 26 ottobre 1979   | 30 dicembre 1981  |
| Jørgensen V | 30 dicembre 1981  | Henning Rasmussen (1926-1997)              | Socialdemocrazia                                             | 10 settembre 1982             |                   |                   |
| |                   | Britta Schall Holberg (1941-2022)          | Venstre                                                      | Schlüter I                    | 10 settembre 1982 | 12 marzo 1986     |
| |                   | Knud Enggaard (1929-2024)                  | Venstre                                                      | Schlüter I                    | 12 marzo 1986     | 10 settembre 1987 |
| |                   | Thor Pedersen (1945)                       | Venstre                                                      | Schlüter II                   | 10 settembre 1987 | 3 giugno 1988     |
| Schlüter III | 3 giugno 1988     | Thor Pedersen (1945)                       | Venstre                                                      | 8 dicembre 1990               |                   |                   |
| Schlüter IV | 8 dicembre 1990   | Thor Pedersen (1945)                       | Venstre                                                      | 25 gennaio 1993               |                   |                   |
| |                   | Birte Weiss (1941)                         | Socialdemocrazia                                             | Nyrup Rasmussen I             | 25 gennaio 1993   | 27 settembre 1994 |
| Nyrup Rasmussen II | 27 settembre 1994 | Birte Weiss (1941)                         | Socialdemocrazia                                             | 30 dicembre 1996              |                   |                   |
| Nyrup Rasmussen III | 30 dicembre 1996  | Birte Weiss (1941)                         | Socialdemocrazia                                             | 20 ottobre 1997               |                   |                   |
| Nyrup Rasmussen III |                   |                                            | Thorkild Simonsen (1926-2022)                                | Socialdemocrazia              | 20 ottobre 1997   | 23 marzo 1998     |
| Nyrup Rasmussen IV | 23 marzo 1998     | 23 febbraio 2000                           | Thorkild Simonsen (1926-2022)                                | Socialdemocrazia              |                   |                   |
| Nyrup Rasmussen IV |                   |                                            | Karen Jespersen (1947)                                       | Socialdemocratici             | 23 febbraio 2000  | 27 novembre 2001  |
| Dal 2001 il Ministero dell'interno viene accorpato con il Ministero della salute per costituire il "Ministero dell'interno e della salute". Successivamente le competenze del Ministero dell'interno sono state ridistribuite ai Ministeri del welfare, poi degli affari sociali e dell'interno, poi degli affari economici e dell'interno, e dal 2022 è stato nuovamente istituito il Ministero dell'interno e della salute. |                   |                                            |                                                              |                               |                   |                   |

### Esplicative
1. ↑  Ricopre anche la carica di Ministro per gli affari ecclesiastici e l'istruzione fino al 3 giugno 1952.
2. ↑  Ricopre anche le cariche di Primo ministro e di Ministro per gli affari ecclesiastici e l'istruzione.
3. ↑  Ricopre anche la carica di Primo ministro e, fino al 13 dicembre 1854, di Ministro dello Schleswig.
4. ↑  Ricopre anche la carica di Ministro della giustizia.
5. ↑  Ricopre anche la carica di Ministro per l'Holsten e il Lauenborg.
6. ↑  Ricopre anche la carica di Ministro della giustizia dall'8 febbraio 1860.
7. ↑  Ricopre anche la carica di Ministro per gli affari ecclesiastici e l'istruzione.
8. ↑  Ricopre anche la carica di Ministro dei lavori pubblici fino al 22 maggio 1896.
9. ↑  Dopo la Rivolta di agosto contro l'occupazione nazista, il primo ministro Erik Scavenius presentò le sue dimissioni il 29 agosto 1943, che vennero tuttavia respinte dal re Cristiano X di Danimarca. Nonostante quindi il governo rimanesse formalmente al potere, le sue funzioni vennero assolte dal cosiddetto Governo dei Capi dipartimento, in cui i direttori dei vari ministeri assunsero effettivamente il potere.
10. 1 2  Ricopre anche la carica di Ministro dell'edilizia abitativa.
11. ↑  Ricopre anche la carica di Ministro per gli affari sociali.
12. ↑  Ricopre anche la carica d Ministro della giustizia fino al 20 gennaio 1981.
13. ↑  Ricopre anche la carica di Ministro per la cooperazione nordica dal 3 giugno 1988 al 19 novembre 1992.
14. ↑  Ricopre anche le cariche di Ministro per gli affari ecclesiastici dal 27 settembre 1994 al 30 dicembre 1996 e, dalla medesima data, di Ministro della salute.